# Solfara Giffarò
La solfara Giffarò o miniera Giffarò o anche Giffarone è una miniera di zolfo sita in provincia di Caltanissetta nei pressi del comune di Delia. Questa è stata l'unica miniera che dal 1950 è stata coltivata a cielo aperto vista la modesta profondità del giacimento solfifero. In precedenza a partire dal 1831 la miniera era coltivata con il metodo classico dello scavo; oggi è abbandonata e si mostra come un laghetto di pianta allungata nel senso Nord-Sud, ai margini i materiali di risulta ormai colonozati da piante.